# Coronacrisis in Noord-Korea
De coronacrisis in Noord-Korea begon in maart 2020.
Het land heeft een zwakke zorginfrastructuur en onder dictatuur Kim Jong-un zijn ook nog eens veel mensen ondervoed.
Op 19 maart Kim Jong-un voor het eerst zijn zorgen in de staatskrant Rodong Sinmun. De Noord-Koreaanse leider zei zich "miserabel en zelfkritisch" te voelen omdat hij niet de juiste medische zorg aan zijn volk kon bieden. Hij kondigde de bouw van een nieuw ziekenhuis aan. Volgens Kim was het land goed voorbereid, maar uit Amerikaanse satellietbeelden bleek dat er al ruim een maand geen militaire activiteiten waren geweest. De grens met China werd al vroeg gesloten, maar veel handelaren kwamen (met coronabesmetting) over de grensrivier met China het land binnen. De Amerikaanse president Trump riep Noord-Korea op 21 maart op tot samenwerking bij de bestrijding van het virus.
Vanaf 26 maart raakte ook Noord-Korea in de ban van de corona-paniek. Er waren nauwelijks tests beschikbaar en het was onbekend of en hoeveel mensen er inmiddels ziek waren. Noord-Koreaanse diplomaten, voor zover die er waren, legden bij internationale collega's al weken officiële verzoeken om testmateriaal voor het coronavirus neer. Van de 26 miljoen Noord-Koreanen zouden er een kleine 600 zijn getest op het coronavirus, overigens allemaal negatief. De wankele economie en gezondheidszorg van Noord-Korea waren niet opgewassen tegen de gevolgen van een grootschalige virusuitbraak.
Op 31 mei 2021 meldde het Nederlandse ministerie van Buitenlandse Zaken al dat het land een rood reisadvies kreeg op grond van corona-risico. (Dit in aanvulling op het negatieve reisadvies dat al gold op grond van de politieke situatie.) Op 30 juni 2021 meldde het anders zo gesloten Noord-Korea dat er coronaproblemen waren. Het staatspersbureau van Noord-Korea stelde dat de Noord-Koreaanse leider Kim Jong-un zeer ontevreden over de aanpak van corona zou zijn en sprak van een "grote crisis". Tot 30 juni beweerde het gesloten land dat er geen corona was. Kim zou topfunctionarissen incompetent, onverantwoordelijk en laks hebben genoemd. Een lid van het presidium van het Politbureau was ontslagen en volgens een Korea-kenner werd vermoedelijk ook premier Kim Tok vervangen.
Op 12 mei 2022 werd er voor het eerst officieel een onbekend aantal besmettingen gemeld. Het betrof een uitbraak met de omikronvariant in Pyongyang. Het land ging in een nationale lockdown. De eerste besmetting was vier dagen voor het aankondigen van de lockdown gemeld en twee dagen voor de landelijke lockdown werden delen van Pyongyang al in lockdown gezet. Het was ook de eerste keer dat Kim Jong-un met een mondkapje was gesignaleerd.